# أوتانجا
أوتانجا هي بلدة في مقاطعة دامبوفيتشا، مونتينيا، رومانيا، ويبلغ عدد سكانها 7,077 نسمة اعتبارًا من عام 2021. وتتكون من قريتين، أوتانجا وتيش. كان منجم فحم أوتانجا منجمًا محليًا مفتوحًا ومنجمًا للفحم الحجري تحت الأرض.

## السكان الأصليين
- Dona Dumitru Siminică (1926-1979) ، كمانية وغنية للاوتار الموسيقى

## الإشارات
1. ↑  2021 Romanian census، المعهد الوطني للإحصاءات، QID:Q106566382

- Remains of the Error: gauge specification "600 mm" not known mining railway at Șotânga-Margineanca, 1999